# Parada de Camí Coves (TRAM Alicante)
Camí Coves es una parada del TRAM Metropolitano de Alicante donde presta servicio la línea 9. Está situada fuera del casco urbano de Benidorm, hacia el norte por la carretera nacional N-332.

## Localización y características
Se encuentra ubicada en la partida Les Coves. Dispone de un andén y una vía. En esta parada se detienen los nuevos trenes duales de la línea 9.

## Líneas y conexiones
| << Cabecera | < Estación          | Línea | Estación >   | Cabecera >> |
| ----------- | ------------------- | ----- | ------------ | ----------- |
| Benidorm    | Benidorm Intermodal |       | Alfaz del Pi | Denia       |